# Циркуше (Літія)
Циркуше (словен. Cirkuše) — поселення в общині Літія, Осреднєсловенський регіон, Словенія. Висота над рівнем моря: 379 м.